# Hilda Iparraguirre
Hilda Iparraguirre Locicero (Córdoba, 1937) es una historiadora y docente cofundadora del Posgrado en Historia y Etnohistoria de la Escuela Nacional de Antropología e Historia (ENAH).
Estudió en la Universidad de Córdoba y es doctora en Historia y Ciencias Sociales por la Universidad de La Sorbona. En 1976 huyó de la dictadura argentina a Venezuela y en 1978 llegó a México donde trabaja como profesora de la ENAH.
Es parte del núcleo académico del Posgrado en Historia y Etnohistoria de la ENAH, programa consolidado ante el CONACYT. Ha sido jurado en los Premios INAH en 2013 y 2015. 